# Yemeniella suhaylia
Yemeniella suhaylia är en tvåvingeart som beskrevs av Andy Z. Lehrer 2005. Yemeniella suhaylia ingår i släktet Yemeniella och familjen köttflugor. Inga underarter finns listade i Catalogue of Life.